# Honorat Peyer im Hof

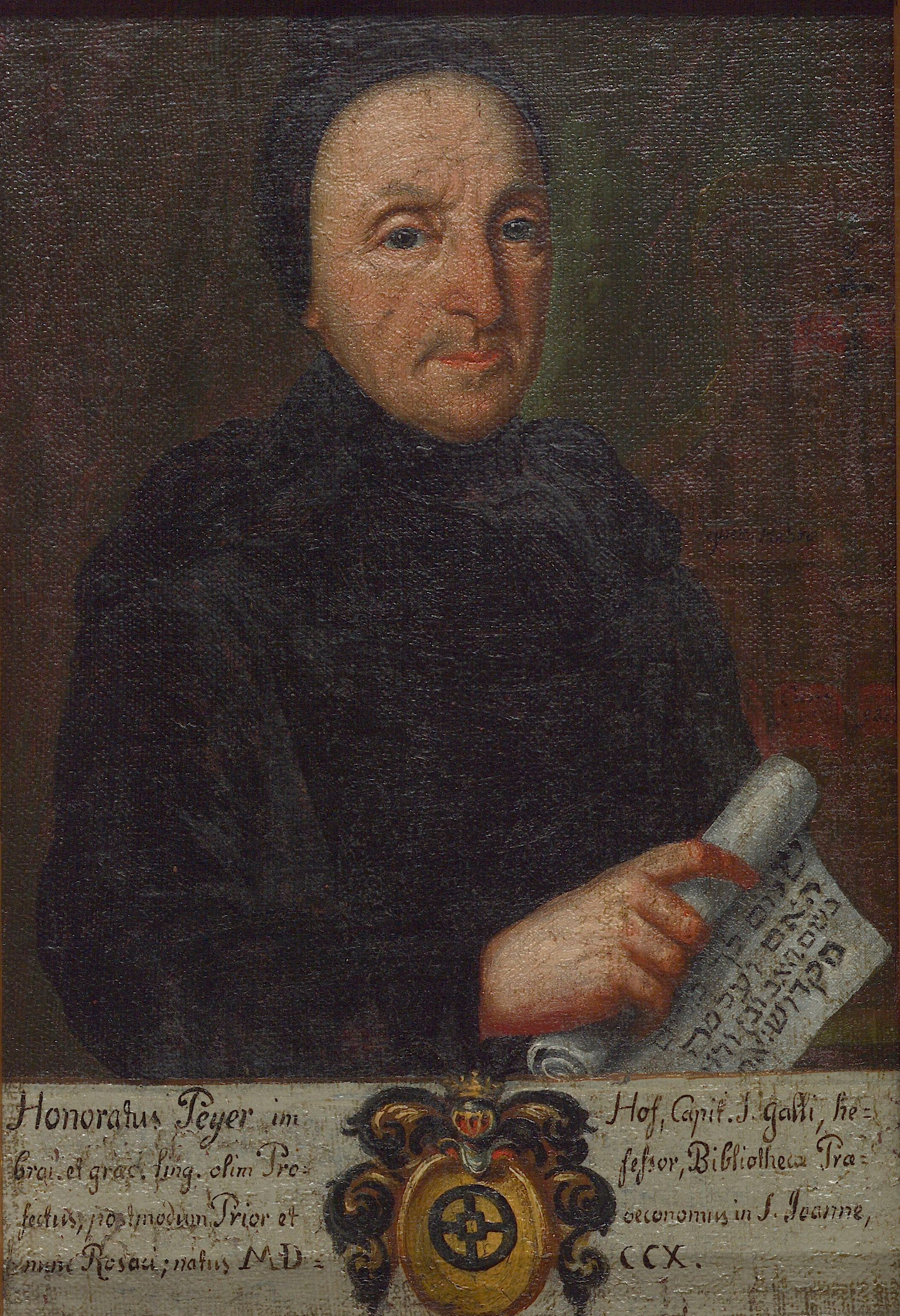
Porträt von Honorat Peyer im Hof

Honorat Peyer im Hof OSB (* 6. Mai 1716 in Luzern; † 23. Juni 1785) war von 1741 bis 1742 Bibliothekar des Klosters St. Gallen.

## Leben
Honorat, getauft Karl Dominik, Peyer im Hof wurde als Sohn des Josef Leopold und der Margaretha Pfiffer geboren. Seine Profess legte er am 8. Mai 1729 in St. Gallen ab. Am 7. Juni 1732 wurde er Subdiakon und am 19. Juni 1734 Diakon. Priester wurde er am 17. März 1736, mit der Primiz am 8. April. Bereits 1738 wurde Honorat Unterbibliothekar. Drei Jahre später, am 14. Juni 1741, erhielt er die Aufsicht über die klostereigene Buchbinderei und -druckerei. Er stand zugleich auch der Bibliothek vor. Am 8. November 1741 wurde er zusätzlich noch dritter Pfarrer oder Schattenpfarrer, wie dieses Amt auch hiess. Bereits am 3. Januar 1743 wurde er zum Münsterpfarrer ernannt. Am 23. Oktober desselben Jahres übernahm er das Amt des Vestiarius bis zum 29. November 1745, als er als Kornherr und Bauherr aufgestellt wurde. Daneben wurde er am 3. Dezember 1747 als Hebräischprofessor für vier Fratres des Klosters St. Gallen bestellt.